# Hossein Amanat
Hossein Amanat (in persiano حسین امانت‎; 1942) è un architetto iraniano naturalizzato canadese di fede bahá'í.

## Biografia

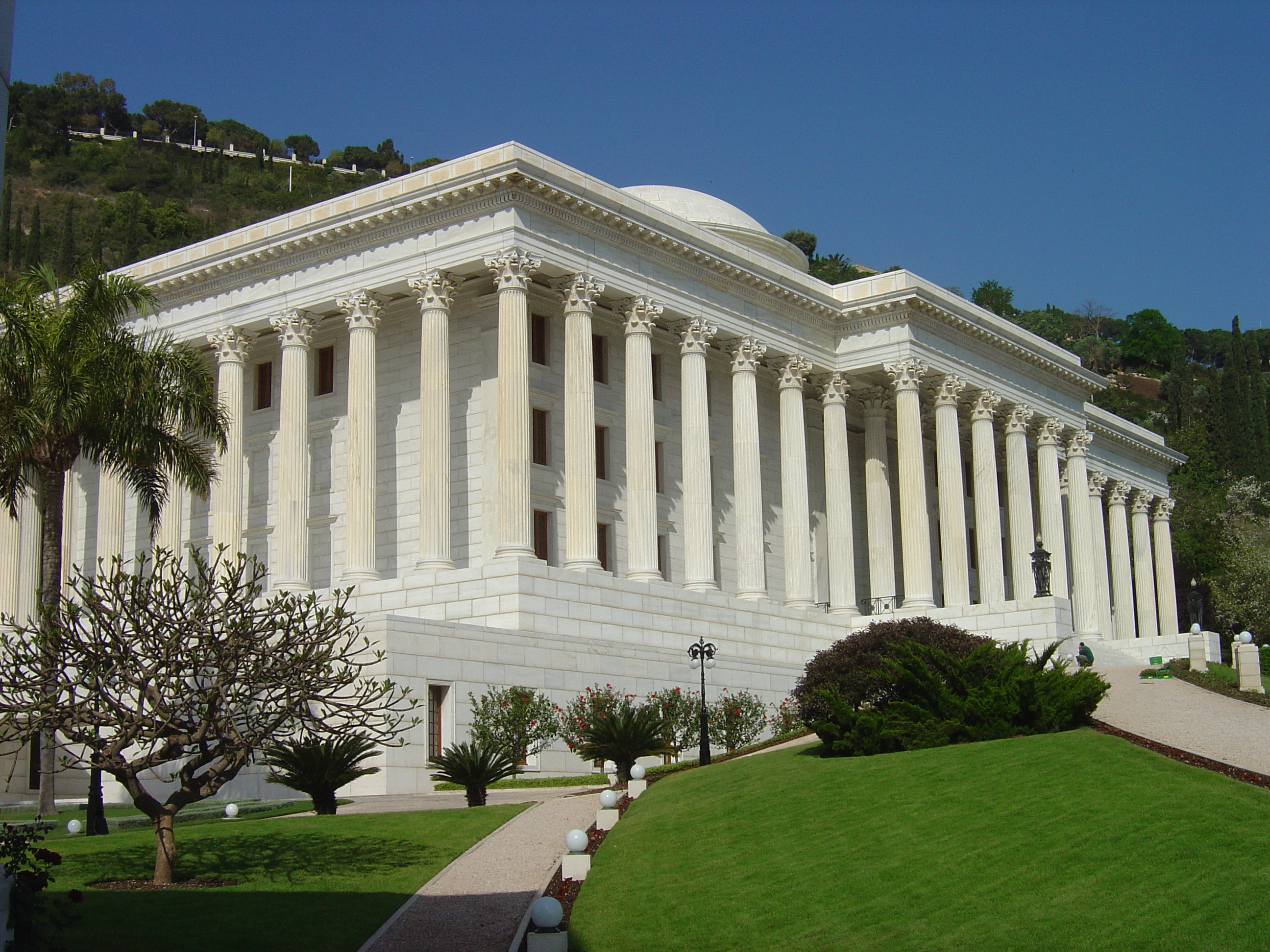
Casa Universale di Giustizia

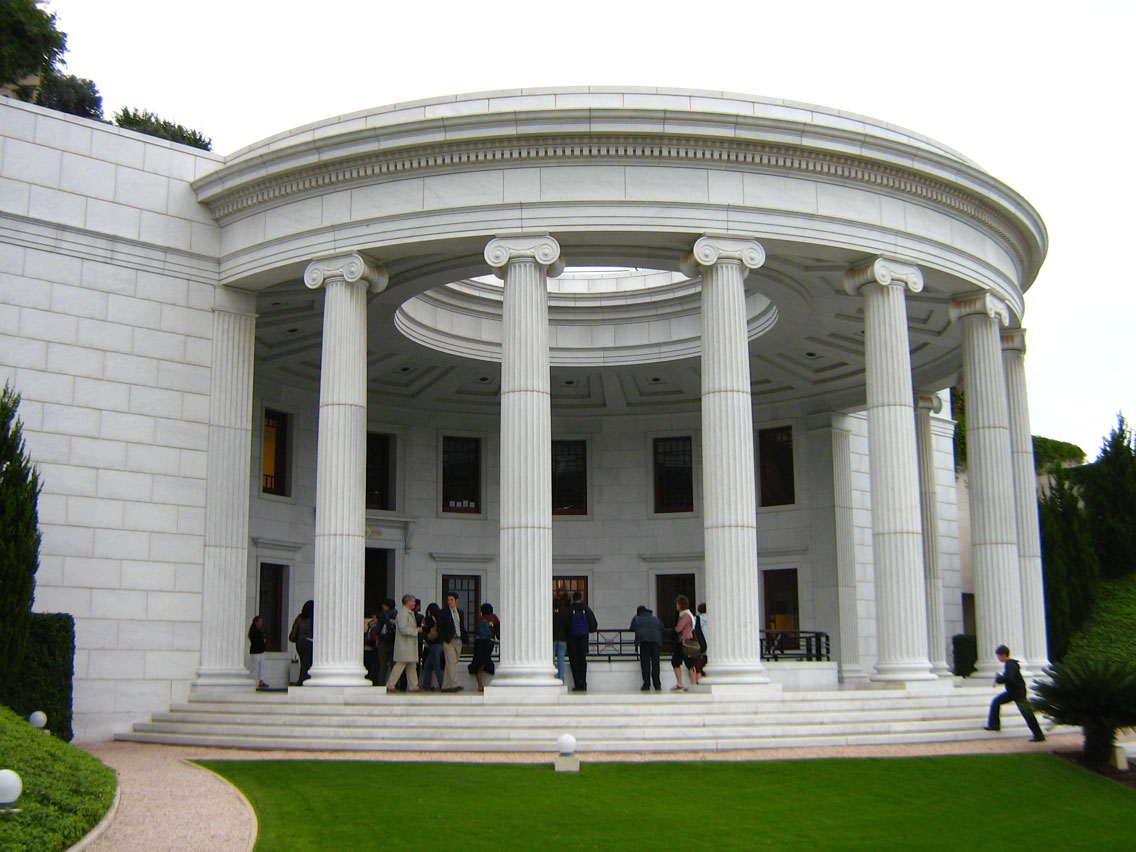
Centro per lo Studio dei Testi Sacri Bahai

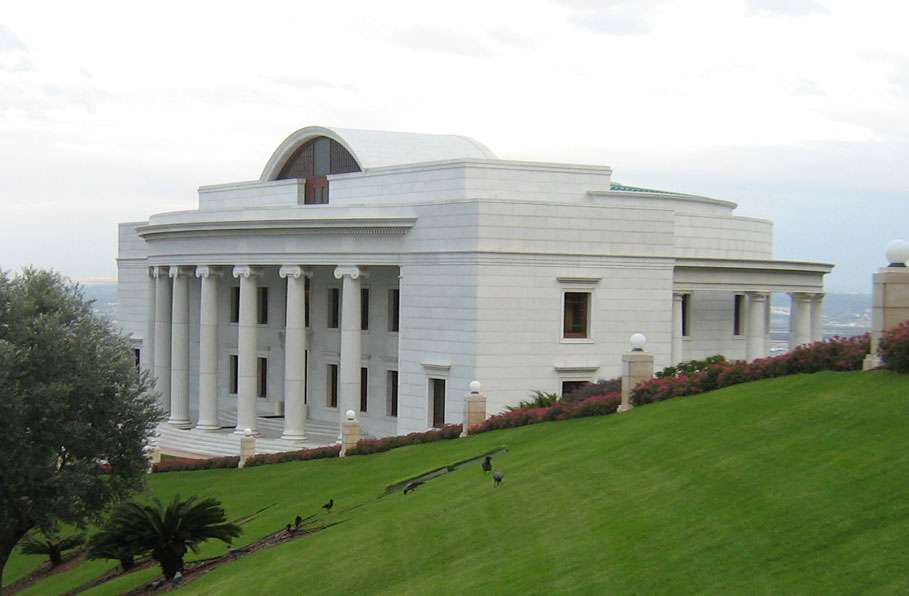
Centro Internazionale di Insegnamento Bahai

Hossein Amanat s'è laureato in architettura presso l'Università di Teheran; ha progettato la Torre Azadi, voluta dall'ultimo Shah, Mohammad Reza Pahlavi, per festeggiare il 2500º anniversario della fondazione dell'Impero achemenide da parte di Ciro il Grande. Ha progettato anche l'Università di Sharif di Tehran, Iran.
Dopo l'abbandono del suolo iraniano nel 1980, ha progettato la sede della Casa Universale di Giustizia, l'edificio che ospita il Centro per lo studio dei testi sacri bahá'í, e quello del Centro Internazionale di Insegnamento, tre edifici dell'Arco Bahá'í ad Haifa, oltre al Tempio bahá'í di Samoa., la Biblioteca Jiang'an per la Sichuan University, la biblioteca multimediale del Beijing Broadcasting Institute. Ha progettato centri religiosi e culturali per la fede baháʼí vicino a Dallas, Seattle e Washington, diversi condomini multifamiliari a Santa Monica e grattacieli ad uso misto a San Diego e Burnaby.
Il 7 maggio 2019 la Casa Universale di Giustizia ha annunciato Amanat come architetto del futuro Santuario di 'Abdu'l-Bahá.
In una solenne cerimonia tenutasi il 31 maggio 2024 l'Università della British Columbia ha conferito la laurea honoris causa all'Architetto Hossein Amanat. Il prestigioso riconoscimento celebra il contributo significativo di Amanat all'architettura attraverso le sue opere iconiche.